# Сабанчино (Яльчицький район)
Саба́нчино (рос. Сабанчино, чув. Тăрăм) — село у складі Яльчицького району Чувашії, Росія. Адміністративний центр Сабанчинського сільського поселення.
Населення — 417 осіб (2010; 505 у 2002).
Національний склад:
- чуваші — 99 %